# Vielitzsee
Vielitzsee é um município da Alemanha, situado no distrito de Ostprignitz-Ruppin, no estado de Brandemburgo. Tem 22,82 km² de área, e sua população em 2019 foi estimada em 487 habitantes.